# Selin Sayek Böke

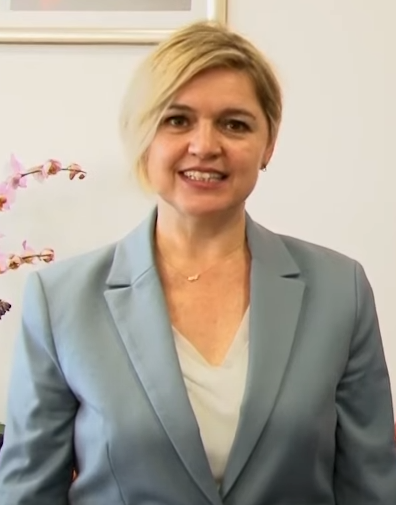
Selin Sayek Böke

Selin Sayek Böke (* 24. August 1972 in Buffalo, New York) ist eine türkisch-amerikanische Wirtschaftswissenschaftlerin, Professorin und Politikerin. Sie war seit 2014 bis 2017 stellvertretende Vorsitzende und von 2014 bis 2016 Sprecherin der Republikanischen Volkspartei (CHP), der größten Oppositionspartei der Türkei, und ist seit August 2020 Generalsekretärin der Partei. 

## Leben
Sie wurde in eine arabischstämmige, griechisch-orthodoxe Familie als Tochter von İskender Sayek aus Arsuz in Hatay und Füsun Sayek aus Niğde geboren. Ein Teil ihrer Familie ist christlich, ein anderer Teil muslimisch.
Sayek Böke besuchte die Grundschule in Çankaya und bis 1989 das TED-Kolleg in Ankara. Sie graduierte 1993 an der Fakultät für Wirtschaftswissenschaften der Technischen Universität des Nahen Ostens (ODTÜ) und promovierte 1999 an der Duke-Universität in Durham in Wirtschaftswissenschaften. Sie lehrte dort und wurde Beraterin der Weltbank, wo sie für Projekte in Südafrika sowie Nord- und Mitteleuropa wirkte. Bis 2001 arbeitete sie als Assistenzprofessor an der Bentley University, danach als Ökonomin für den Internationalen Währungsfonds sowie als Lektorin an der Georgetown-Universität. Seit 2003 lehrt sie an der Bilkent-Universität, wo sie 2010 Doçent und von 2011 bis 2014 Präsidentin der Wirtschaftsfakultät wurde. Sie ist Gründungsmitglied der Füsun-Sayek-Entwicklungsstiftung für Gesundheit und Bildung sowie seit 2011 Mitglied im Wissenschafts- und Forschungsrat der Türkei (TÜBITAK).
Nachdem sie 2014 in die Parteiversammlung der Republikanischen Volkspartei (CHP) gewählt worden war, wurde sie bei der Parlamentswahl im Juni 2015 in die Große Türkische Nationalversammlung gewählt. Bei den Neuwahlen im November wurde sie wiedergewählt.
Selin Sayek ist seit 2002 mit Mert Böke verheiratet und hat zwei Kinder. Für ihre wissenschaftlichen Arbeiten erhielt sie 2007 die Exzellenzauszeichnung für Weltwirtschaftsangelegenheiten des Instituts für Weltwirtschaft in Kiel.